# タケオオツクツク
タケオオツクツク（学名：Platylomia pieli、中: 竹蝉/竹蟬）は、中国大陸を原産とするカメムシ目セミ科の昆虫。ツクツクボウシの仲間のセミの一種である。外来種として日本の一部に侵入している。ただし鳴き声はツクツクボウシには全く似ておらず、調理器具のミキサーや電気ドリルなどのモーター音にも似た単調なものである。

## 分布
中華人民共和国の浙江省以南からベトナムにかけて分布する。模式産地は天目山。
日本では2010年代に鳴き声が確認され、その後、2016年に埼玉県川口市での定着が確認された。中国から輸入された竹箒の竹枝に産卵された卵によって侵入したと考えられており、2019年には本種の卵が竹箒から発見されている。2019年の時点では、埼玉県、神奈川県、愛知県での分布が確認されている。

## 形態
体長約50ミリメートル、羽を閉じた状態での全長が約65ミリメートルと、セミ類としては大型。体形はクマゼミよりやや細長い。翅は透明。複眼は褐色または濃緑色で、単眼は紅色。頭部や前胸背はオリーブ色。中胸背や腹部は黒色。オスの腹面は白色で、腹部中心線付近は黒色、腹弁は灰色。メスの腹面は茶褐色で、一部が白い。

## 分類
1938年、加藤正世により震旦大学に所蔵されていた標本を基に記載された。オオツクツク属Platylomiaに分類されているが、2008年にはMacrosemia属に移動する説も提唱されている。

## 生態
モウソウチクやマダケの竹林に生息する。成虫は7月上旬から9月下旬にかけて出現し、薄暮時に1時間程度、機械音に似た大きな甲高い声で鳴く。成虫は竹の枯れ枝に産卵管を刺して産卵し、幼虫は竹の根や地下茎から養分を摂取する。産卵から1年経過してから孵化し、地下で5年間の幼虫期を過ごす。羽化時にはスズメバチに襲われることもある。